# Kilkis

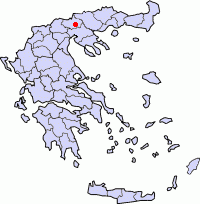
Kilkis läge i Grekland.

Kilkis (grekiska: Κιλκις; bulgariska och makedonska: Кукуш, Kukuš, turkiska: Kılkış) är en stad i kommunen Dimos Kilkis i prefekturen med samma namn i Mellersta Makedonien i Grekland, 40 km norr om Thessaloniki.
Staden tillhörde Osmanska riket tills Bulgarien tog över efter första Balkankriget 1912. Under andra Balkankriget 1913 befriades staden av den grekiska armén efter ett tre dagar långt slag den 19-21 juni. Den dyrbara grekiska segern med 10 000 döda greker och 7 000 döda bulgarer var ett steg mot den grekiska segern i kriget. Staden förstördes nästan helt under slaget och efteråt  7 000 bulgarer som bodde i staden, i samråd med bulgariska befällhavare, fick lämna staden för Bulgarien.[källa behövs]
Staden har idag (2011) 24 812 invånare.[källa behövs]